# گلن فار
گلن فار (انگلیسی: Glenn Farr) یک تدوین‌گر اهل ایالات متحده آمریکا است.
وی در پنجاه و ششمین دوره جوایز اسکار، بابت تدوین فیلم مردان واقعی برندهٔ جایزه اسکار بهترین تدوین شد.

## گزیدهٔ آثار
- گرینگوی پیر (۱۹۸۹)
- کماندو (۱۹۸۵)
- مردان واقعی (۱۹۸۳)
- هری و تونتو (۱۹۷۴) (دستیار تدوین)